# 悪魔の棲む家 REBORN
『悪魔の棲む家REBORN』（原題:The Amityville Murders）は2018年のホラー映画である。『悪魔の棲む家』シリーズの21作目。

## 概要
ロナルド・デフェオ・ジュニアが一家殺害事件を起こすまでの3週間、全ての発端を明かしていく。

## キャスト
- ジョン・ロビンソン - ロナルド・ブッチ・デフェオ・ジュニア
- チェルシー・リケッツ - ドーン・デフェオ
- ポール・ベン＝ヴィクター - ロニー・デフェオ
- ダイアン・フランクリン - ルイーズ・デフェオ
- ライニー・カザン - アンジェラ・ノンナ・ブリガンテ
- バート・ヤング (カメオ出演) - マイケル・ブリガンテ
- ゼイン・オースティン - マルク・デフェオ
- ノア・ブレナー - アリソン・デフェオ
- クエ・ローレンス - ジョン'ジョディ'・デフェオ

## スタッフ
- 製作総指揮：ジム・ジェイコブリン
- 製作：ルーカス・ジャラチ、エリック・ブレナー、ダニエル・ファランズ
- 監督：ダニエル・ファランズ
- 脚本：ダニエル・ファランズ
- 撮影：カルロ・リナルディ
- 音楽：ダナ・カブロフ
- 上映時間：97分

## 配役
第2作目に出演したバート・ヤングとダイアン・フランクリンがゲスト出演している。